# Clidemia gracilipes
Clidemia gracilipes är en tvåhjärtbladig växtart som beskrevs av Henry Allan Gleason. Clidemia gracilipes ingår i släktet Clidemia och familjen Melastomataceae. Inga underarter finns listade i Catalogue of Life.